# Elgin City Football Club
Maillots
Dernière mise à jour : 19 janvier 2019.
Le Elgin City FC est un club écossais de football basé à Elgin. Il évolue en troisième division nationale.

## Historique
- 1893 : fondation du club par fusion d'Elgin Rovers et de Vale of Lossie.

## Palmarès

### Compétitions locales
- 14 fois vainqueur de la Ligue des Champions des Highlands, la dernière fois en 1990.
- 5 fois vainqueur de la Coupe de la Ligue des Highlands, la dernière fois en 1998.
- 8 fois vainqueur de la Scottish Qualifying Cup, la dernière fois en 1990.
- 18 fois vainqueur de la Coupe d'Écosse du Nord, la dernière fois en 2004.